# Општина Нуево Ларедо (Тамаулипас)
Нуево Ларедо (шп. Nuevo Laredo) општина је у Мексику у савезној држави Тамаулипас. Општина се налази на надморској висини од 130 м.

## Становништво
Према подацима из 2010. у општини је живело 384033 становника.

### Хронологија
| Година       | 2000                     | 2005                     | 2010                     |
| ------------ | ------------------------ | ------------------------ | ------------------------ |
| Становништво | 310915 (155066 / 155849) | 355827 (177498 / 178329) | 384033 (191001 / 193032) |

### Попис
| \| \| м \| \| \| ж \| \| 0—2 \| 11.198 \| \| \| 10.680 \| \| 3—5 \| 11.868 \| \| \| 11.519 \| \| 6—11 \| 23.136 \| \| \| 22.491 \| \| 12—14 \| 10.943 \| \| \| 10.632 \| \| 15—17 \| 10.528 \| \| \| 10.379 \| \| 18—24 \| 21.868 \| \| \| 22.062 \| \| 60+ \| 11.896 \| \| \| 14.702 \| \| Просек : \| 28,8 \| \| \| 29,5 \| |        |  |  |        |
| |        |  |  |        |
| | м      |  |  | ж      |
| 0—2 | 11.198 |  |  | 10.680 |
| 3—5 | 11.868 |  |  | 11.519 |
| 6—11 | 23.136 |  |  | 22.491 |
| 12—14 | 10.943 |  |  | 10.632 |
| 15—17 | 10.528 |  |  | 10.379 |
| 18—24 | 21.868 |  |  | 22.062 |
| 60+ | 11.896 |  |  | 14.702 |
| Просек : | 28,8   |  |  | 29,5   |

| #   | Индикатор                                                                                        | Вредност |
| --- | ------------------------------------------------------------------------------------------------ | -------- |
| 1   | Становништво од 0 до 2 године                                                                    | 21878    |
| 2   | Мушко становништво од 0 до 2 године                                                              | 11198    |
| 3   | Женско становништво од 0 до 2 године                                                             | 10680    |
| 4   | Становништво са 3 и више година                                                                  | 341210   |
| 5   | Мушко становништво са 3 и више година                                                            | 169314   |
| 6   | Женско становништво са 3 и више година                                                           | 171896   |
| 7   | Становништво са 5 и више година                                                                  | 325452   |
| 8   | Мушко становништво са 5 и више година                                                            | 161376   |
| 9   | Женско становништво са 5 и више година                                                           | 164076   |
| 10  | Становништво са 12 и више година                                                                 | 272196   |
| 11  | Мушко становништво са 12 и више година                                                           | 134310   |
| 12  | Женско становништво са 12 и више година                                                          | 137886   |
| 13  | Становништво са 15 и више година                                                                 | 250621   |
| 14  | Мушко становништво са 15 и више година                                                           | 123367   |
| 15  | Женско становништво са 15 и више година                                                          | 127254   |
| 16  | Становништво са 18 и више година                                                                 | 229714   |
| 17  | Мушко становништво са 18 и више година                                                           | 112839   |
| 18  | Женско становништво са 18 и више година                                                          | 116875   |
| 19  | Становништво од 3 до 5 година                                                                    | 23387    |
| 20  | Мушко становништво од 3 до 5 година                                                              | 11868    |
| 21  | Женско становништво од 3 до 5 година                                                             | 11519    |
| 22  | Становништво од 6 до 11 година                                                                   | 45627    |
| 23  | Мушко становништво од 6 до 11 година                                                             | 23136    |
| 24  | Женско становништво од 6 до 11 година                                                            | 22491    |
| 25  | Становништво од 8 до 14 година                                                                   | 52137    |
| 26  | Мушко становништво од 8 до 14 година                                                             | 26447    |
| 27  | Женско становништво од 8 до 14 година                                                            | 25690    |
| 28  | Становништво од 12 до 14 година                                                                  | 21575    |
| 29  | Мушко становништво од 12 до 14 година                                                            | 10943    |
| 30  | Женско становништво од 12 до 14 година                                                           | 10632    |
| 31  | Становништво од 15 до 17 година                                                                  | 20907    |
| 32  | Мушко становништво од 15 до 17 година                                                            | 10528    |
| 33  | Женско становништво од 15 до 17 година                                                           | 10379    |
| 34  | Становништво од 18 до 24 године                                                                  | 43930    |
| 35  | Мушко становништво од 18 до 24 године                                                            | 21868    |
| 36  | Женско становништво од 18 до 24 године                                                           | 22062    |
| 37  | Женско становништво од 15 до 49 година                                                           | 98827    |
| 38  | Становништво са 60 и више година                                                                 | 26598    |
| 39  | Мушко становништво са 60 и више година                                                           | 11896    |
| 40  | Женско становништво са 60 и више година                                                          | 14702    |
| 41  | Однос између мушкараца и жена                                                                    | 98.95    |
| 42  | Становништво од нуле до 14 година                                                                | 112467   |
| 43  | Становништво од 15 до 64 године                                                                  | 233139   |
| 44  | Становништво од 65 година и више                                                                 | 17482    |
| 45  | Просечан број деце                                                                               | 2.22     |
| 46  | Становништво рођено у ентитету                                                                   | 218521   |
| 47  | Мушко становништво рођено у ентитету                                                             | 109756   |
| 48  | Женско становништво рођено у ентитету                                                            | 108765   |
| 49  | Становништво рођено у другом ентитету                                                            | 123418   |
| 50  | Мушко становништво рођено у другом ентитету                                                      | 59744    |
| 51  | Женско становништво рођено у другом ентитету                                                     | 63674    |
| 52  | Становништво од 5 година и више резидентно у ентитету у јуну 2005. године                        | 300474   |
| 53  | Мушко становништво старосног доба од 5 година и више, резидентно у ентитету у јуну 2005. године  | 148419   |
| 54  | Женско становништво старосног доба од 5 и више година, резидентно у ентитету у јуну 2005. године | 152055   |
| 55  | Становништво од 5 година и више које је живело у другом ентитету у јуну 2005. године             | 14056    |
| 56  | Мушко становништво старије од 5 година које је живело у другом ентитету у јуну 2005. године      | 6934     |
| 57  | Женско становништво старије од 5 година које је живело у другом ентитету у јуну 2005. године     | 7122     |
| 58  | Становништво од 3 године и више које говори аутохтони језик                                      | 1986     |
| 59  | Мушко становништво старо 3 године и више које говори аутохтони језик                             | 1101     |
| 60  | Женско становништво старо 3 године и више које говори аутохтони језик                            | 885      |
| 61  | Становништво од 3 године и више које говори аутохтони језик и не говори шпански језик            | 4        |
| 62  | Мушко становништво старо 3 године и више које говори аутохтони језик и не говори шпански         | 1        |
| 63  | Женско становништво старо 3 године и више које говори аутохтони језик и не говори шпански језик  | 3        |
| 64  | Становништво старо 3 године и више које говори аутохтони језик и шпански                         | 1432     |
| 65  | Мушко становништво старо 3 године и више које говори аутохтони језик и шпански                   | 772      |
| 66  | Женско становништво старо 3 године и више које говори аутохтони језик и шпански                  | 660      |
| 67  | Становништво од 5 година и више које говори аутохтони језик                                      | 1970     |
| 68  | Становништво од 5 година и више које говори аутохтони језик и не говори шпански језик            | 4        |
| 69  | Становништво од 5 година и више које говори аутохтони језик и говори шпански језик               | 1431     |
| 70  | Становништво у домородачким домаћинствима                                                        | 5054     |
| 71  | Становништво са ограничењима у активностима                                                      | 13429    |
| 72  | Становништво са ограниченим ходањем или кретањем, горе или доле                                  | 7006     |
| 73  | Становници са ограничењима вида, чак и уз кориштење сочива                                       | 4203     |
| 74  | Становништво са ограничењима говора, комуникације или конверзације                               | 1311     |
| 75  | Становништво са ограниченим слухом                                                               | 1025     |
| 76  | Становништво са ограничењима при одевању, купању или јелу                                        | 793      |
| 77  | Становништво са ограничењима у опажању или учењу једноставних ствари                             | 665      |
| 78  | Становништво са менталним ограничењима                                                           | 1190     |
| 79  | Становништво без ограничења активности                                                           | 343238   |
| 80  | Становништво од 3 до 5 година које не похађа школу                                               | 13143    |
| 81  | Мушко становништво од 3 до 5 година које не похађа школу                                         | 6675     |
| 82  | Женско становништво од 3 до 5 година које не похађа школу                                        | 6468     |
| 83  | Становништво од 6 до 11 година које не похађа школу                                              | 1198     |
| 84  | Мушко становништво од 6 до 11 година које не похађа школу                                        | 633      |
| 85  | Женско становништво од 6 до 11 година које не похађа школу                                       | 565      |
| 86  | Становништво од 12 до 14 година које не похађа школу                                             | 1607     |
| 87  | Мушко становништво од 12 до 14 година које не похађа школу                                       | 828      |
| 88  | Женско становништво од 12 до 14 година које не похађа школу                                      | 779      |
| 89  | Становништво од 15 до 17 година похађа школу                                                     | 14006    |
| 90  | Мушко становништво од 15 до 17 година похађа школу                                               | 7113     |
| 91  | Женско становништво између 15 и 17 година живота у школи                                         | 6893     |
| 92  | Становништво од 18 до 24 године похађа школу                                                     | 11230    |
| 93  | Мушко становништво од 18 до 24 године похађа школу                                               | 5863     |
| 94  | Женско становништво од 18 до 24 године похађа школу                                              | 5367     |
| 95  | Становништво од 8 до 14 година које не може да чита и пише                                       | 1099     |
| 96  | Мушко становништво старосног доба од 8 до 14 година које не може да чита и пише                  | 658      |
| 97  | Женско становништво старосног доби од 8 до 14 година које не може да чита и пише                 | 441      |
| 98  | Становништво од 15 година и више које је неписмено                                               | 6866     |
| 99  | Мушко становништво од 15 година и више које је неписмено                                         | 2892     |
| 100 | Женско становништво од 15 година и више које је неписмено                                        | 3974     |
| 101 | Становништво старо 15 и више година без школовања                                                | 9471     |
| 102 | Мушко становништво старо 15 и више година без школовања                                          | 4152     |
| 103 | Женско становништво старо 15 и више година без школовања                                         | 5319     |
| 104 | Становништво старосног доба 15 и више година са непотпуним основним образовањем                  | 23500    |
| 105 | Мушко становништво старосног доба од 15 година и више са непотпуном основним образовањем         | 10955    |
| 106 | Женско становништво старосног доба 15 и више година са непотпуном основним образовањем           | 12545    |
| 107 | Становништво старо 15 и више година са комплетним основним образовањем                           | 42071    |
| 108 | Мушко становништво старо 15 година и више са комплетним основним образовањем                     | 19841    |
| 109 | Женско становништво старо 15 и више година са комплетним основним образовањем                    | 22230    |
| 110 | Становништво старосног доба 15 и више година са непотпуним средњим образовањем                   | 14048    |
| 111 | Мушко становништво старосног доба од 15 година и више са непотпуним средњим образовањем          | 7496     |
| 112 | Женско становништво старосног доба од 15 година и више са непотпуним средњим образовањем         | 6552     |
| 113 | Становништво старо 15 и више година са пуним секундарном образовањем                             | 63700    |
| 114 | Мушко становништво старосног доба од 15 година и више са пуним секундарном образовањем           | 31140    |
| 115 | Женско становништво старосног доба од 15 година и више са пуним секундарном образовањем          | 32560    |
| 116 | Становништво старије од 18 година са постосновним образовањем                                    | 82873    |
| 117 | Мушко становништво старије од 18 година са постосновним образовањем                              | 42886    |
| 118 | Женско становништво старије од 18 година са постосновним образовањем                             | 39987    |
| 119 | Просечна оцена школовања                                                                         | 9.06     |
| 120 | Просечан ниво образовања мушке популације                                                        | 9.23     |
| 121 | Просечан ниво образовања женског становништва                                                    | 8.89     |
| 122 | Економски активно становништво                                                                   | 145220   |
| 123 | Економски активна мушка популација                                                               | 98016    |
| 124 | Економски активна женска популација                                                              | 47204    |
| 125 | Становништво које није економски активно                                                         | 122005   |
| 126 | Мушко становништво које није економски активно                                                   | 33768    |
| 127 | Женско становништво које није економски активно                                                  | 88237    |
| 128 | Запослено становништво                                                                           | 137639   |
| 129 | Запослено мушко становништво                                                                     | 92052    |
| 130 | Запослено женско становништво                                                                    | 45587    |
| 131 | Незапослена популација                                                                           | 7581     |
| 132 | Незапослена мушка популација                                                                     | 5964     |
| 133 | Незапослена женска популација                                                                    | 1617     |
| 134 | Становништво без права на здравствене услуге                                                     | 107380   |
| 135 | Становништво које има право на здравствене услуге                                                | 250701   |
| 136 | Становништво које има право на ИМСС                                                              | 174527   |
| 137 | Становништво које има право на социјално осигурање                                               | 16929    |
| 138 | Становништво које има право на државно социјално осигурање                                       | 267      |
| 139 | Становништво које има право на опште осигурање или здравствено осигурање за нову генерацију      | 52864    |
| 140 | Становништво које је било једном или није било у браку током 12 година и више                    | 89043    |
| 141 | Венчано или уједињено становништво од 12 година и више                                           | 150822   |
| 142 | Становништво које је било у браку или уједињено 12 година и више                                 | 27995    |
| 143 | Становништво са католичком религијом                                                             | 276167   |
| 144 | Протестанти, еванђелисти и библијски следбеници различити од еванђелиста                         | 53418    |
| 145 | Становништво са другим религијама различитим од претходних                                       | 123      |
| 146 | Становништво без религије                                                                        | 23692    |
| 147 | Укупно пописаних домаћинства                                                                     | 95026    |
| 148 | Пописна домаћинства на челу са мушкарцима                                                        | 71907    |
| 149 | Пописна домаћинства на челу са женама                                                            | 23119    |
| 150 | Становништво у пописним домаћинствима                                                            | 361658   |
| 151 | Становништво у пописним домаћинствима на челу са мушкарцима                                      | 283274   |
| 152 | Становништво у пописним домаћинствима на челу са женама                                          | 78384    |
| 153 | Укупно домаћинстава                                                                              | 132586   |
| 154 | Укупно насељених домаћинстава                                                                    | 101872   |
| 155 | Укупно приватних кућа                                                                            | 125740   |
| 156 | Насељени приватни домови                                                                         | 95026    |
| 157 | Укупно насељених приватних кућа                                                                  | 101841   |
| 158 | Ненасељене приватне куће                                                                         | 26531    |
| 159 | Појединачна домаћинства за привремену употребу                                                   | 4183     |
| 160 | Становници у насељеним приватним кућама                                                          | 361658   |
| 161 | Насељеност станара у приватним становима                                                         | 3.81     |
| 162 | Просечно становника по соби у приватним насељеним домаћинствима                                  | 1.05     |
| 163 | Појединачна домаћинства са подовима од различитих материјала од земље                            | 90782    |
| 164 | Појединачна домаћинства у приземљу                                                               | 2122     |
| 165 | Појединачна домаћинства са једном спаваћом собом                                                 | 31325    |
| 166 | Појединачна домаћинства са две спаваће собе и више                                               | 61708    |
| 167 | Појединачна домаћинства са једним собом                                                          | 3741     |
| 168 | Појединачна домаћинства са две собе                                                              | 13505    |
| 169 | Појединачна домаћинства са 3 собе и више                                                         | 75694    |
| 170 | Појединачна домаћинства која имају електрично светло                                             | 92002    |
| 171 | Појединачна домаћинства која немају електрично светло                                            | 1169     |
| 172 | Појединачна домаћинства која имају водоводну воду у стамбеном простору                           | 90682    |
| 173 | Појединачна домаћинства која немају водоводну воду у стамбеном простору                          | 2167     |
| 174 | Појединачна домаћинства која имају тоалет                                                        | 92462    |
| 175 | Појединачна домаћинства која имају канализацију                                                  | 90777    |
| 176 | Појединачна домаћинства која немају канализацију                                                 | 2021     |
| 177 | Појединачна домаћинства која имају електрично светло, довод воде из јавне мреже и канализацију   | 89003    |
| 178 | Појединачна домаћинства без икаквих услова                                                       | 434      |
| 179 | Појединачна домаћинства која имају радио                                                         | 78263    |
| 180 | Појединачна домаћинства која имају телевизор                                                     | 90862    |
| 181 | Појединачна домаћинства која имају фрижидер                                                      | 87881    |
| 182 | Појединачна домаћинства која имају машину за веш                                                 | 74615    |
| 183 | Појединачна домаћинства која имају аутомобил или комби                                           | 63035    |
| 184 | Појединачна домаћинства која имају рачунар                                                       | 32486    |
| 185 | Појединачна домаћинства која имају фиксну телефонску линију                                      | 45854    |
| 186 | Појединачна домаћинства која имају мобилни телефон                                               | 64962    |
| 187 | Појединачна домаћинства која имају приступ интернету                                             | 25640    |